# Den engelske Skole
 Ikke at forveksle med Den engelske Skole (Nysted).
Den engelske Skole er en teoriretning inden for International politik
Den engelske Skole (eller Internationalt Samfund-tilgangen) har en historisk og institutionel tilgang til studiet af international politik. Tilgangen er fokuseret på de ideologier, der påvirker verdens politik, hvor både realismen og liberalismen tager udgangspunkt i strukturer, der påvirker aktører. Den engelske Skole forsøger at undgå det skarpe skel mellem statsegoisme (som realismen repræsenterer) og menneskelig evne til samarbejde (som liberalismen repræsenterer).
I stedet arbejder man med, at stater (og deres politiske aktører) løbende overvejer vægtningen af tre hensyn:
1. Realisme
2. Rationalisme
3. Revolutionisme

Den første, realisme, omhandler at staternes aktører anerkender, at der ikke eksisterer en international magtstruktur, altså at staternes indbyrdes forhold er anarkiske. Magtpolitik og konflikt er altså en mulighed.
Rationalismen tilføjer, at selvom der ikke findes en hierarkisk magtstruktur, så har staterne alligevel et udbredt samarbejde om at få det internationale system til at fungere. Går man f.eks. i krig, så er der regler for, at man erklærer krigen først og derefter angriber, man undlader at slå hinandens diplomater ihjel og så videre.
Endelig er revolutionismen et fokus på et fællesskab, der går ud over det statslige, for eksempel ideer om menneskerettigheder (der gælder alle mennesker) eller ideer om, at der er et stærkt fællesskab mellem kristne eller arbejdere (der gælder en gruppe af mennesker).
Revolutionismen indeholder således størstedelen af de tanker, der ligger i liberalismen; den republikanske liberalisme, der mener, at der er tendens til fred i forholdet mellem demokratier, eller tanken om, at samhandlen mellem lande kan sikre fred er i denne terminologi revolutionistiske ideer, ideer, der forsøger at ændre verden. Andre ideologier, såsom marxismen falder også ind under begrebet. 
Disse tre hensyn indgår hele tiden i de politiske overvejelser, som statsledere må tage. Sondringen stammer fra Martin Wight.
Selvom alle tre hensyn løbende indgår i statspersoners overvejelser, så har der i den engelske skole været et fokus på rationalismen. Inden for rationalismen finder man årsager til, at det mest almindelige i det internationale samfund er, at stater ikke er i konstant krig med hinanden (selvom der måske konstant er krige). Hedley Bull arbejdede med orden som et styrende element. Alle mennesker er interesserede i at opretholde orden; hvad enten verdensordenen er retfærdig eller uretfærdig, så er det at foretrække frem for uorden. Det er altså væsentligt, at der mellem lande er enighed om, at man overholder et sæt af fælles regler (såsom at hvis man har en aftale, så er det almindelige, at man overholder den), at man kun går i krig, hvis det er absolut nødvendigt, og så videre.
Det er væsentligt at pointere, at dette fokus på orden i visse tilfælde kan betyde, at (en given opfattelse af) retfærdighed ikke er et muligt mål. Et (mere eller mindre) fiktivt eksempel:
Der er på verdensplan enighed om, at ingen stater har ret til at starte en angrebskrig, og der er enighed om, at krigsfanger skal behandles ud fra et internationalt sæt af regler. Selv i de værste krige hævder begge lande, at de ikke startede angrebet, og de behandler i øvrigt krigsfanger fra de øvrige lande anstændigt. Dette har været det almindelige forhold i de europæiske krige, op til 2. verdenskrig, og er et fundament, der sikrer, at man kan vende tilbage til fred, når en given krig er overstået.
Hvis et land nu åbenlyst starter en angrebskrig, for eksempel en forebyggende krig, og undlader at behandle krigsfanger efter det accepterede sæt af regler, så kan dette begrundes som retfærdighed inden for revolutionistiske ideer (f.eks. ved at landet kunne blive et demokrati på langt sigt, og dette ville sikre mere fred). De fleste, der arbejder inden for Den engelske Skole ville opfatte dette som en meget farlig udvikling, der potentielt kan erodere den internationale orden. Er man rendyrket revolutionist kan man imidlertid mene, at den eksisterende orden er utilfredsstillende nok til, at periodisk uorden er at foretrække.
Alt efter synspunkt kan man altså opfatte den 11. september og invasionen af Irak som eksempler på grupper, der forsøger at fremme et retfærdighedsmål frem for at bevare en orden.